# Cary Castle

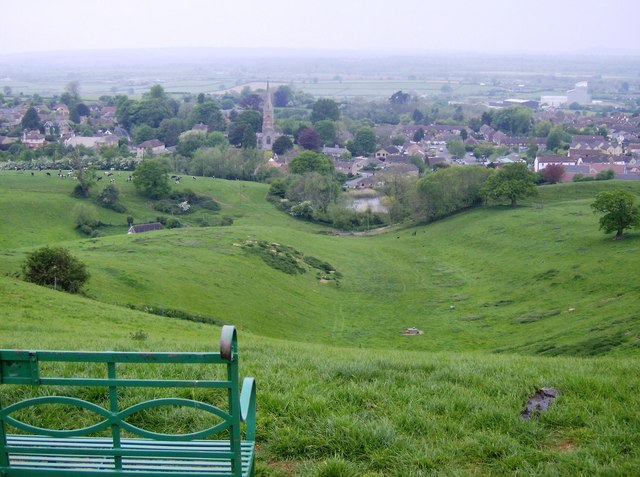
Erdwerke von Cary Castle

Cary Castle ist eine abgegangene Burg auf Lodge Hill im Markt Castle Cary in der englischen Grafschaft Somerset. Sie gilt als Scheduled Monument.

## Geschichte
Die Motte ließ entweder Walter von Douai oder sein Sohn Robert, der ebenfalls Bampton Castle in Devon errichten ließ, bauen. Während der Anarchie wurde Robert von Douai von König Stephan ins Exil geschickt und die Burg Ralph Lovel zu Lehen gegeben, der damals Parteigänger Roberts, des 1. Earl of Gloucester, gegen den König war. König Stephan gab 1138 seine Belagerung von Bristol auf und belagerte stattdessen Cary Castle mit Feuer und Steinen aus Belagerungsgerät. Die Belagerung dauerte, bis die ausgehungerte Garnison sie aufgab.
1143 verlor König Stephan die Kontrolle über den Südwesten Englands in der Schlacht von Wilton. Henry de Tracy errang die Kontrolle über Cary Castle und ließ eine weitere Festung vor der älteren Burg errichten, aber diese wurde zerstört, als William FitzRobert, 2. Earl of Gloucester, und seine Truppen eintrafen und die Burg einnahmen. Die Lovels erreichten später die Rückgabe der Burg an sie und ihre Nachkommen waren bis ins 14. Jahrhundert die dortigen Grundherren.
1468 war die Burg bereits aufgegeben. Etwa um diese Zeit wurde ein Herrenhaus auf dem Anwesen der Burg oder einem angrenzenden Anwesen errichtet, vermutlich auf Geheiß von Baron Zouche. Es fiel später an Edward Seymour, 1. Duke of Somerset, aber in den 1630er-Jahren wohnte dort Edward Kirton. Das Herrenhaus wurde Ende des 18. Jahrhunderts größtenteils abgerissen.
1890 fanden Ausgrabungen auf dem Gelände statt und es wurden Fundamente eines quadratischen, steinernen Donjons mit 24 Meter Seitenlänge, sowie einer Kernburg und einer Vorburg gefunden.

## Heute
Heute sind von der Burg nur noch Erdwerke erhalten. Einige Mauersteine der Burg kann man in den Gebäuden des Marktfleckens finden und im Castle Cary and District Museum gibt es eine Ausstellung über die Geschichte von Cary Castle.